# 2777 Shukshin
2777 Shukshin (1979 SY11) là một tiểu hành tinh vành đai chính được phát hiện ngày 24 tháng 9 năm 1979 bởi N. Chernykh ở Nauchnyj.